# Rudolf von Bennigsen (Politiker)

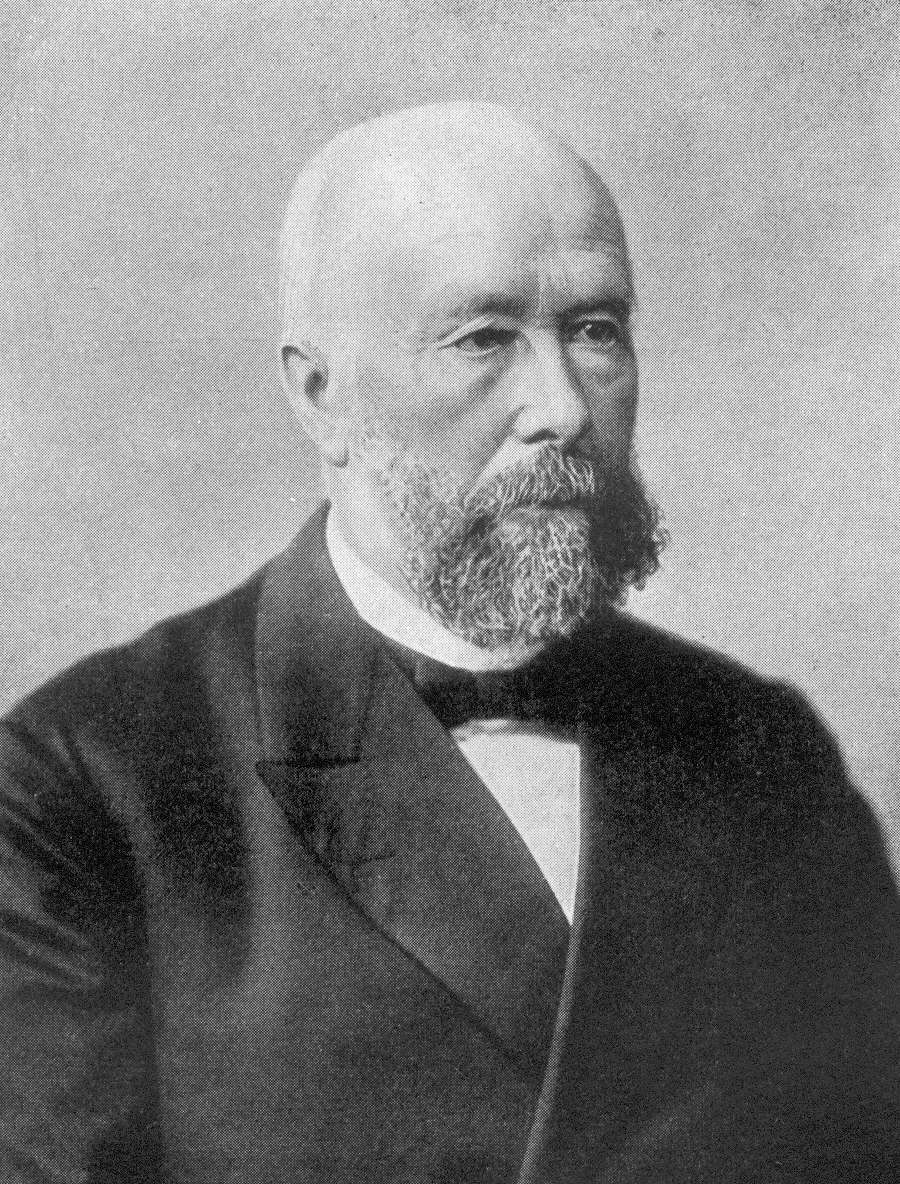
Rudolf v. Bennigsen (1900)

Karl Wilhelm Rudolf von Bennigsen (* 10. Juli 1824 in Lüneburg; † 7. August 1902 auf Gut Bennigsen bei Springe) war ein liberaler deutscher Politiker im 19. Jahrhundert. Als Abgeordneter begleitete er den Prozess der Reichseinigung und arbeitete mit Otto von Bismarck zusammen. Dies wurde von den einen als pragmatischer Umgang mit den Realitäten, von anderen als Verrat an der liberalen Sache gesehen. Bennigsen gehörte zu den Liberalen, die sich 1867 für die Indemnitätsvorlage aussprachen. In der Folge gehörte er zu den Gründern der Nationalliberalen Partei.

## Leben

### Familie
Bennigsens Vater Karl Ernst Gebhard von Bennigsen (1789–1869) war Generalmajor und Bevollmächtigter des Königreichs Hannover bei der Bundesmilitärkommission in Frankfurt am Main. Seine Mutter war Elise de Dompierre von Jonquière (1801–1886), eine Tochter des hannoverischen Generalleutnants Karl von Jonquière (1771–1831).
Bennigsen heiratete 1854 Anna Luise Wilhelmine von Reden (1834–1902). Das Paar hatte neun Kinder: Erich Karl Emil Ferdinand (* 1856), Silvie Klare Elise Wilhelmine (* 1857), Rudolf (Gouverneur von Deutsch-Neuguinea), Adolf, (Landrat des Kreises Springe) († 1901), Adelheid (Gründerin des Christlich-Sozialen Frauenseminars), Alexander Klaus Wilhelm (* 1863), Klothilde Charlotte Julie (* 1864), Hugo Johann Georg (* 1868) und Hedwig Klara Armgard. Sohn Adolf kam bei einem Duell ums Leben.

### Ausbildung
Bennigsen studierte Rechtswissenschaften an der Georg-August-Universität Göttingen und der Ruprecht-Karls-Universität Heidelberg. 1843 wurde er im Corps Hannovera Göttingen aktiv. 1844 schloss er sich auch dem Corps Vandalia Heidelberg an.

### Abgeordneter
Nach seiner Ausbildung wurde Bennigsen erstmals als liberaler Regierungsführer (Amtsauditor) in der zweiten Kammer der Ständeversammlung des Königreichs Hannover politisch aktiv. Danach wurde er Justiz-Kanzlei-Assessor in Aurich, gefolgt von juristischen Tätigkeiten in Osnabrück, Hannover und Göttingen. Als ihm ein Urlaub verweigert worden war, verließ er die juristische Laufbahn und beschäftigte sich mit Landwirtschaft. Im Jahr 1857 trat er wieder in die Abgeordnetenkammer ein und übernahm den Vorsitz der Opposition. 1859 war er Mitgründer und Vorsitzender des Deutschen Nationalvereins.
Nachdem Preußen 1866 sich Hannover einverleibt hatte, wurde von Bennigsen im Jahr darauf Abgeordneter des Preußischen Abgeordnetenhauses sowie des Reichstages des Norddeutschen Bundes. Hier wie auch ab 1871 im Reichstag des Kaiserreiches unterstützte er Bismarcks Politik, obwohl er andere Vorstellungen vom Aufbau des neuen Staatswesens hatte. So war er 1870 Bismarcks Vertrauensmann bei den Verhandlungen zwischen dem Norddeutschen Bund und den süddeutschen Staaten.
Bei den Verhandlungen über die Verfassung des Norddeutschen Bundes 1867 brachte Bennigsen erfolgreich einen Zusatz ein, der als Lex Bennigsen bekannt wurde. Demzufolge mussten Anordnungen und Verfügungen des Bundes (und dann im Kaiserreich des Reiches) vom Kanzler unterzeichnet werden, der damit die Verantwortung übernahm. Diese Aufwertung des Kanzleramtes führte dazu, dass es Bismarck selbst übernahm.
Von 1873 bis 1879 war Bennigsen Präsident des Preußischen Abgeordnetenhauses. Ab 1871 führte er als Mitglied des Reichstags des neu gegründeten Deutschen Reichs die Fraktion der neuen Nationalliberalen Partei an, die in den ersten Jahren des Deutschen Reichs die stärkste politische Kraft war. Dabei unterstützte er meist den außenpolitischen Kurs der Regierung, während er im Inneren meist stärker in der Oppositionsrolle stand. Auch den Vorsitz der Nationalliberalen Partei hatte Bennigsen inne.

### Andere Ämter

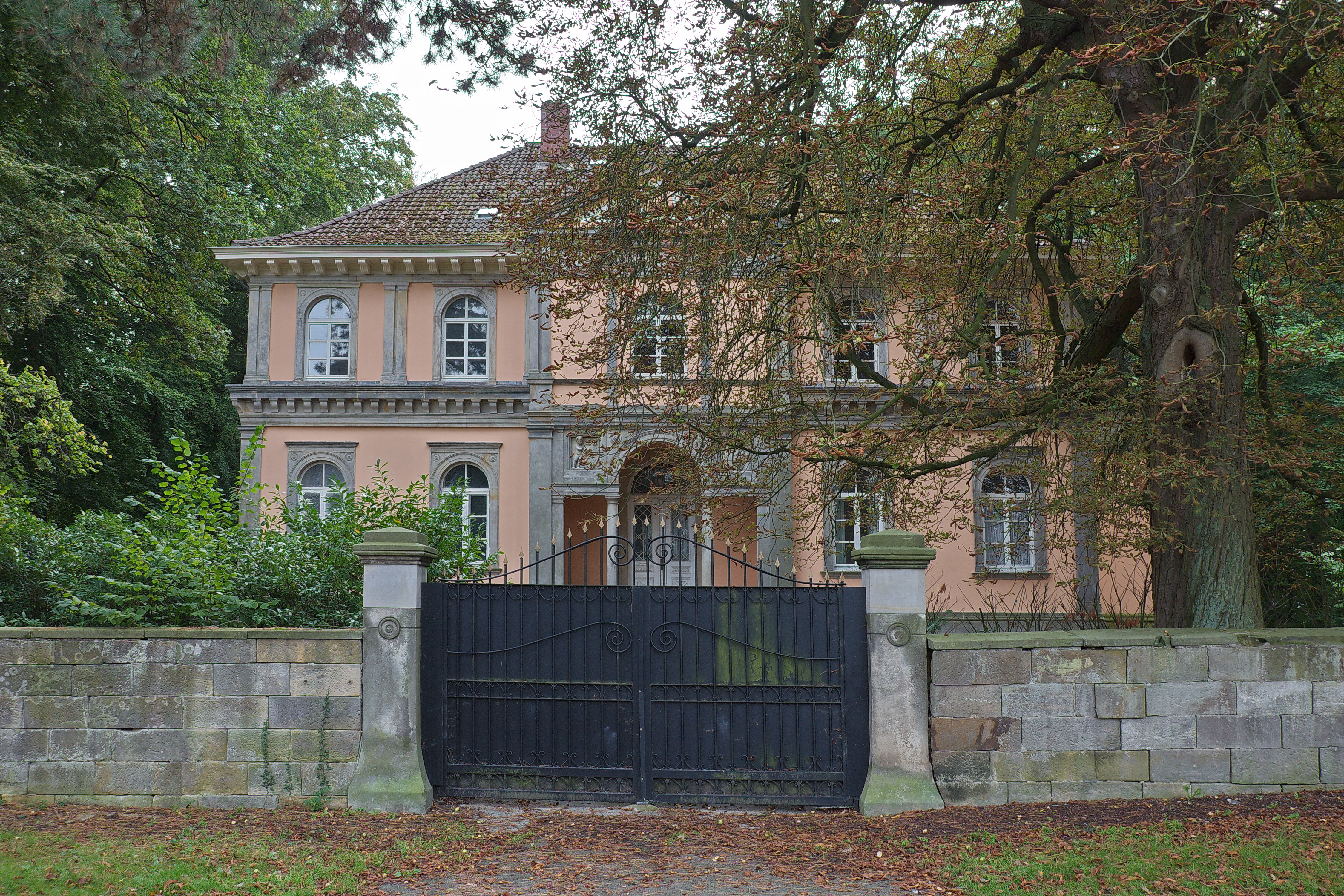
Rittergut Bennigsen

1877 bot Reichskanzler Bismarck ihm einen Ministerposten an. Dazu kam es jedoch nicht, weil der Nationalliberale weitere zwei Ministerposten, einen davon für Max von Forckenbeck und den anderen für Franz von Stauffenberg, forderte. Bismarck wollte jedoch lediglich den Chef von Bennigsen aus der Nationalliberalen Partei heraussprengen, um die Opposition zu schwächen. Verärgert über Bennigsens Zumutung behauptete Bismarck, Kaiser Wilhelm I. habe alle drei Personen abgelehnt. Bismarck griff Stauffenberg an, er strebe nur aus persönlichen Motiven nach einem Ministeramt. Stauffenberg wurde von Bennigsen in Schutz genommen.
Die Abspaltung einer linken Gruppe der Nationalliberalen, die sich bald als Liberale Vereinigung formierte und zu der neben von Forckenbeck und von Stauffenberg u. a. auch Eduard Lasker und Ludwig Bamberger gehörten, konnte Bennigsen 1880 nicht mehr abwenden. Er legte 1883 zunächst alle Ämter und Mandate im Reichstag sowie im Preußischen Abgeordnetenhaus nieder und wurde bis 1884 Mitglied des Preußischen Staatsrates. 1887 kehrte er für drei Wahlperioden in den Reichstag zurück; außerdem war er von 1888 bis 1897 Oberpräsident der Provinz Hannover. Von 1888 bis 1893 war er zugleich Landrat des Landkreises Peine.
Bennigsen arbeitete insbesondere im ersten Jahrzehnt nach der Deutschen Reichsgründung eng mit Bismarck zusammen, der den Hannoveraner wegen seines Pragmatismus schätzte. Bennigsen fehlte die unmittelbare Erfahrung des preußischen Verfassungskonfliktes. Deshalb war er Bismarck gegenüber weitaus positiver eingestellt als seine altpreußischen Parteifreunde. Diese unterschiedlichen historischen Vorprägungen innerhalb der Nationalliberalen Partei förderten schließlich auch maßgeblich deren Spaltung.
Bis Ende des Jahres 1897 blieb von Bennigsen noch im Staatsdienst, dann trat er in den Ruhestand. Allerdings wirkte er noch bis 1898 für seinen ehemaligen Wahlkreis Otterndorf-Neuhaus im deutschen Reichstag.

## Ehrungen

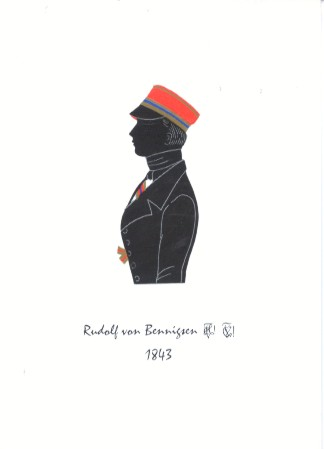
Rudolf von Bennigsen (1843)

- Ernennung zum Ehrenbürger Hannovers am 10. Juli 1894
- Ehrendoktor der Universität Göttingen[2]
- Ehrenmitglied des Corps Hannovera Göttingen 1894[4]
- Das 1907 errichtete Denkmal vor dem Hannoverschen Provinzialmuseum (heute: Niedersächsisches Landesmuseum) in Hannover wurde im Zweiten Weltkrieg eingeschmolzen.

- Nach ihm benannt sind
  - das Rudolf-von-Bennigsen-Ufer des Maschsees
  - die ehemalige Rudolf-von-Bennigsen-Eiche in Springe
  - die Bennigsenstraße in Berlin-Friedenau (1903), in Hamburg-Harburg (1927)[5], in Bremen und in seiner Geburtsstadt Lüneburg (1960)
  - eine cremefarbene Kletterrose (1932) des Rosenzüchters Peter Lambert
  - die Rudolf von Bennigsen-Stiftung (1980) in Niedersachsen, die als Landesstiftung der FDP nahesteht
  - der Förderverein Rudolf von Bennigsen (2002) in Bennigsen. Er errichtete 2003 eine Porträtbüste des Politikers (Künstler: Heiko Prodlik-Olbrich).
  - die Rudolf-von-Bennigsen-Bibliothek (2005) in Bennigsen (Zweigstelle der Springer Stadtbibliothek)